# Регулятивний капітал

Склад регулятивного капіталу в Україні

Регулятивний капітал належить до понятійного апарату банківського регулювання / банківської справи. Вперше це поняття впроваджується «Базель І».
В Україні склад регулятивного капіталу регламентується Інструкцією «Про порядок регулювання діяльності банків в Україні», затвердженою постановою Правління Національного банку України від 28.08.2001 N 368. Він є базою для розрахунку більшості економічних нормативів діяльності банків в Україні.
1.1. Регулятивний капітал є одним з найважливіших показників діяльності банків, основним призначенням якого є покриття негативних наслідків різноманітних ризиків-2, які банки беруть на себе в процесі своєї діяльності, та забезпечення захисту вкладів, фінансової стійкості й стабільної діяльності банків.
Ризики в банківській діяльності випливають із специфіки банківських операцій, що здійснюються в умовах ринкових відносин, та означають імовірність одержання доходів, менших від очікуваних, зниження вартості активів. Підвищені банківські ризики призводять до значних фінансових утрат і, як наслідок, до банкрутства банків.
Банки з метою визначення реального розміру регулятивного капіталу з урахуванням ризиків у своїй діяльності зобов'язані постійно оцінювати якість активних банківських операцій (здійснювати їх класифікацію), а також визначати розмір кредитного ризику відповідно до Положення про визначення банками України розміру кредитного ризику за активними банківськими операціями, затвердженого постановою Правління Національного банку України від 30 червня 2016 року № 351 (зі змінами).
Банки визначають кредитний ризик у валюті, що відповідає валюті активних банківських операцій.
Банки визначають величину кредитного ризику за всіма активними банківськими операціями як сукупний розмір кредитного ризику за цими операціями станом на перше число кожного місяця, наступного за звітним, у гривні (з урахуванням кредитного ризику за активними банківськими операціями в іноземній валюті в гривневому еквіваленті за офіційним курсом гривні до іноземних валют, установленим Національним банком).
Банки визначають величину непокритого кредитного ризику таким чином:
- якщо величина кредитного ризику є меншою або дорівнює сумі сукупного розміру резервів за активними банківськими операціями, сформованих відповідно до вимог міжнародних стандартів фінансової звітності (далі - розмір резервів за МСФЗ), та розміру уцінки фінансових інвестицій, що оцінюються за справедливою вартістю з визнанням переоцінки через прибутки/збитки, то величина непокритого кредитного ризику дорівнює нулю;
- якщо величина кредитного ризику перевищує суму розміру резервів за МСФЗ та розміру уцінки фінансових інвестицій, що оцінюються за справедливою вартістю з визнанням переоцінки через прибутки/збитки, то величина непокритого кредитного ризику дорівнює сумі такого перевищення.

Величина непокритого кредитного ризику розраховується станом на перше число кожного місяця, наступного за звітним, та включається до розрахунку нормативів капіталу протягом наступного місяця в установленому Національним банком порядку.
Банк під час розрахунку регулятивного капіталу зменшує на величину непокритого кредитного ризику прибуток банку, а саме:
- нерозподілений прибуток минулих років;
- результат поточного та звітного року (прибуток).
- Якщо величина непокритого кредитного ризику перевищує розмір прибутку банку, то на суму такого перевищення зменшується розмір основного капіталу банку.

1.2. Регулятивний капітал банку - сукупність основного (1-го рівня) капіталу та додаткового (2-го рівня) капіталу.
Основний капітал уважається незмінним і таким, що не підлягає передаванню, перерозподілу та повинен повністю покривати поточні збитки.
Додатковий капітал має менш постійний характер та його розмір піддається змінам.
1.3. Основний капітал (капітал 1-го рівня) складається з таких елементів:
1. фактично сплачений зареєстрований статутний капітал;
2. додаткові внески акціонерів у статутний капітал;
3. фінансова допомога акціонерів банку;
4. прибуток, спрямований на збільшення статутного капіталу.
5. розкриті резерви - резерви і фонди, створені або збільшені за рахунок нерозподіленого прибутку та оприлюднені у фінансовій звітності банку:
6. емісійні різниці. Емісійні різниці (емісійний дохід) - сума перевищення надходжень, отриманих емітентом від емісії (випуску) власних акцій (інших корпоративних прав), над номінальною вартістю таких акцій (інших корпоративних прав) (під час їх первинного розміщення);
7. резервні фонди, що створюються згідно із законами України;
8. загальні резерви, що створюються під невизначений ризик під час проведення банківської діяльності;
9. інші фонди банку.

Ці складові частини включаються до капіталу 1-го рівня лише за умови, що вони відповідають таким критеріям:
- відрахування до резервів і фондів здійснено з прибутку після оподаткування або з прибутку до оподаткування, скоригованого на всі потенційні податкові зобов'язання;
- призначення резервів та фондів і рух коштів по цих резервах і фондах окремо розкрито в оприлюднених звітах банку;
- фонди мають бути в розпорядженні банку з метою необмеженого і негайного їх використання для покриття збитків;
- будь-яке покриття збитків за рахунок резервів та фондів проводиться лише через рахунок прибутків та збитків;

Загальний розмір основного капіталу визначається з урахуванням розміру очікуваних (можливих) збитків за невиконаними зобов'язаннями будь-якої фізичної чи юридичної особи як резидента, так і нерезидента, яка має з банком відносини фінансового характеру (далі - контрагент) та зменшується на суму:
- нематеріальних активів за мінусом суми зносу;
- капітальних вкладень у нематеріальні активи;
- збитків минулих років;
- збитків поточного року;
- збитків від операцій з акціонерами, що отримані після 04 червня 2016 року.

1.4. Додатковий капітал (капітал 2-го рівня) складається з таких елементів:
1. результат переоцінки основних засобів, що включався до суми регулятивного капіталу банків за станом на 31.12.2010;
2. результат поточного та звітного року (прибуток), що зменшений на суму:

- нарахованих доходів, неотриманих понад 30 днів із дати їх нарахування, строк сплати яких не настав (крім доходів за цінними паперами, які віднесені до І групи активів зі ступенем ризику 0 відсотків згідно з вимогами цієї Інструкції), зменшених на суму сформованих резервів за цими доходами;
- прострочених нарахованих доходів, зменшених на суму сформованих резервів за цими доходами.

Якщо прибуток поточного та звітного року менше загальної суми коригування, то на суму такої різниці зменшується розмір основного капіталу банку.
Прибутки та збитки від операцій з акціонерами, що отримані до 04 червня 2016 року, уключаються до регулятивного капіталу банку в складі результату поточного та звітного років;
3  субординований борг, що враховується до капіталу (субординований капітал);
4. нерозподілений прибуток минулих років.
1.5. Субординований борг - це звичайні не забезпечені банком боргові капітальні інструменти (складові елементи капіталу), які відповідно до договору не можуть бути взяті з банку раніше п’яти років, а у випадку банкрутства чи ліквідації повертаються інвестору після погашення претензій усіх інших кредиторів. Сума субординованого боргу, уключеного до капіталу, щорічно зменшується на 20 відсотків її первинного розміру протягом п’яти останніх років дії договору.
Субординований борг може включатися до капіталу банку після отримання дозволу Національного банку.
1.6. Фінансова допомога акціонерів (суми безповоротної фінансової допомоги, прощення кредитів, вкладів (депозитів), субординованого боргу тощо) може включатися до основного капіталу банку після отримання дозволу Національного банку за таких умов:
- кошти отримані в грошовій формі та є безповоротними;
- кошти не є кредитними, а є власними коштами акціонерів;
- структура власності банку відповідає вимогам щодо її прозорості, установленим Національним банком.

Для отримання дозволу банк подає до структурного підрозділу Національного банку, що здійснює нагляд за діяльністю банку, такі документи:
- клопотання про можливість уключення фінансової допомоги акціонерів до основного капіталу банку;
- письмове запевнення акціонерів, що джерелом походження фінансової допомоги є власні кошти акціонерів банку.

Національний банк приймає рішення про відмову в наданні банку дозволу на включення фінансової допомоги акціонерів до основного капіталу, якщо:
- подані банком документи не відповідають вимогам цього пункту;
- структура власності банку визнана непрозорою або щодо структури власності банку здійснюється перевірка документів на відповідність вимогам щодо прозорості згідно з нормативно-правовими актами Національного банку.
- Рішення про надання дозволу на включення фінансової допомоги акціонерів до основного капіталу банку/відмову в наданні такого дозволу приймає Комітет з питань нагляду та регулювання діяльності банків, нагляду (оверсайту) платіжних систем (далі - Комітет з питань нагляду) протягом місяця із дня отримання документів, передбачених цим пунктом.

1.7. Під час розрахунку загальної суми регулятивного капіталу загальний розмір додаткового капіталу не може бути більше ніж 100 відсотків основного капіталу.
1.8. Для визначення розміру регулятивного капіталу банку загальний розмір капіталу 1-го і 2-го рівнів додатково зменшується на відвернення, а саме:
- балансову вартість акцій та інших цінних паперів з нефіксованим прибутком, що випущені банками, у торговому портфелі банку та у портфелі банку на продаж;
- балансову вартість інвестицій в асоційовані та дочірні компанії, а також балансову вартість вкладень у капітал інших установ у розмірі 10 і більше відсотків їх статутного капіталу;
- балансову вартість акцій (паїв) власної емісії, що прийняті в забезпечення наданих банком кредитів (інших вкладень);
- балансову вартість вкладень в інші банки на умовах субординованого боргу;
- балансову вартість позалістингових цінних паперів у торговому портфелі банку (крім цінних паперів, емітованих центральними органами виконавчої влади, Національним банком та Державною іпотечною установою);
- балансову вартість цінних паперів, що не перебувають в обігу на фондових біржах (у тому числі, торгівля яких на фондових біржах заборонена законодавством України), у торговому портфелі банку;
- балансову вартість цінних паперів недиверсифікованих інвестиційних фондів.

Банк не включає до балансової вартості цінних паперів, на яку додатково зменшується загальний розмір регулятивного капіталу банку 1-го і 2-го рівнів, суму доходів, неотриманих понад 30 днів з дати їх нарахування.
Глава 2. Мінімальний розмір регулятивного капіталу банку
2.1. Мінімальний розмір регулятивного капіталу банку (Н1), що отримав банківську ліцензію після 11 липня 2014 року, має становити 500 мільйонів гривень.
2.2. Мінімальний розмір регулятивного капіталу банку (Н1), що отримав банківську ліцензію до 11 липня 2014 року, має становити:
- 120 мільйонів гривень - до 17 червня 2016 року;
- 200 мільйонів гривень - з 11 липня 2017 року;
- 300 мільйонів гривень - з 11 липня 2018 року;
- 400 мільйонів гривень - з 11 липня 2019 року;
- 450 мільйонів гривень - з 11 липня 2020 року;
- 500 мільйонів гривень - з 11 липня 2024 року.

2.3. Мінімальний розмір регулятивного капіталу банку (Н1), що втратив статус перехідного банку, який був створений відповідно до абзацу другого частини шістнадцятої статті 42 Закону України "Про систему гарантування вкладів фізичних осіб", має відповідати вимогам пункту 2.2 цієї глави.
Базою для розрахунку економічних нормативів Н2, Н7, Н8, Н9 є регулятивний капітал банку.